# Elezioni parlamentari in Venezuela del 2025
Le elezioni parlamentari in Venezuela del 2025 si sono tenute il 25 maggio per il rinnovo dell'Assemblea nazionale, il parlamento del paese.
Originariamente previste per il 27 aprile, esse sono state posticipate a questa data per alcune necessità di tipo logistico e, a detta dell’esecutivo, per facilitare e promuovere la partecipazione politica.
Le elezioni, tenutesi in un clima né onesto né equo secondo varie organizzazioni internazionali e con gli strascichi delle proteste derivanti dalla contestate elezioni presidenziali dell’anno precedente, hanno visto nuovamente l’ennesima vittoria del Grande Polo Patriottico (GPP) guidato dal Partito Socialista Unito del Venezuela (PSUV) del Presidente Nicolás Maduro che, grazie ad alcune gravi opacità ed artifici elettorali (principalmente con discrepanze nella comunicazione dei dati, specie della partecipazione al voto, e della traduzione dei voti in seggi), nonostante un forte dissenso interno è comunque ottenuto quasi totalità degli scranni disponibili (256 su 285), a discapito delle ormai disorganizzate forze d’opposizione.
Aspetto geopoliticamenre rilevante di queste elezioni, infine, è stata la formale indizione di quest’ultime, nonostante vari problemi costituzionali e logistici, anche per il rivendicato territorio della Guayana Esequiba che, annesso due anni prima solo sulla carta (in quanto controllato dallo Stato della Guyana) con dei referendum consultivi, è stato istituzionalmente riconosciuto come parte integrante del paese. Ciò ha dunque inevitabilmente portato anche ad un ingrandimento dell’Assemblea nazionale, passata da 277 a 285 membri.

## Sistema elettorale
Per le elezioni parlamentari, la legge elettorale venezuelana prevede un sistema elettorale misto. Nello specifico:
- 149 seggi, sono determinati tramite un sistema proporzionale a lista chiusa di partito puro attuato all’interno di un collegio unico nazionale, con una successiva traduzione in seggi effettuata secondo il metodo d'Hondt;
- 133 seggi sono invece determinati tramite un sistema maggioritario secco in 88 collegi elettorali;
- I restanti 3, invece, sono dedicati alla rappresentanza dei Popoli indigeni del Venezuela e sono sempre determinati tramite un sistema maggioritario secco.[9]

Di seguito è riportato un prospetto con il numero di seggi spettante a ciascuno Stato federato per entrambi i sistemi di voto:
| Soggetto federato  | Numero di rappresentanti | Numero di rappresentanti | Numero di rappresentanti |
| Soggetto federato  | Proporzionale            | Maggioritario            | Totale                   |
| ------------------ | ------------------------ | ------------------------ | ------------------------ |
| Distretto Capitale | 5                        | 8                        | 13                       |
| Amazonas           | 3                        | 3                        | 6                        |
| Anzoátegui         | 4                        | 7                        | 11                       |
| Apure              | 3                        | 3                        | 6                        |
| Aragua             | 5                        | 7                        | 12                       |
| Barinas            | 3                        | 4                        | 7                        |
| Bolívar            | 4                        | 6                        | 10                       |
| Carabobo           | 6                        | 10                       | 16                       |
| Cojedes            | 3                        | 3                        | 6                        |
| Delta Amacuro      | 3                        | 3                        | 6                        |
| Falcón             | 3                        | 4                        | 7                        |
| Guárico            | 3                        | 4                        | 7                        |
| Guayana Esequiba   | 3                        | 3                        | 6                        |
| Lara               | 5                        | 8                        | 13                       |
| Mérida             | 3                        | 4                        | 7                        |
| Miranda            | 8                        | 11                       | 19                       |
| Monagas            | 3                        | 4                        | 7                        |
| Nueva Esparta      | 3                        | 3                        | 6                        |
| Portuguesa         | 3                        | 4                        | 7                        |
| Sucre              | 3                        | 4                        | 7                        |
| Táchira            | 4                        | 5                        | 9                        |
| Trujillo           | 3                        | 4                        | 7                        |
| Vargas             | 3                        | 3                        | 6                        |
| Yaracuy            | 3                        | 3                        | 6                        |
| Zulia              | 10                       | 15                       | 25                       |
| Indigeni           | —                        | 3                        | 3                        |
| Livello Nazionale  | 50                       | —                        | 50                       |
| Venezuela          | 149                      | 136                      | 285                      |

## Risultati
I risultati qui esposti, nonostante siano stati ampiamente disputati, sono stati riportati solo per via del fatto di essere stati emessi da organi ufficiali e/o governativi (seppur posti comunque sotto il rigido controllo del regime madurista) e dunque idealmente ritenuti “di maggior peso” rispetto a quelli divulgati da fonti esterne.
 Dati parziali (Voti e seggi in misura complessiva come comunicati): 
| Liste/coalizioni                                                         | Prop.      | Prop. | Prop. | Seggi magg. | Seggi totale |
| Liste/coalizioni                                                         | Voti       | %     | Seggi | Seggi magg. | Seggi totale |
| ------------------------------------------------------------------------ | ---------- | ----- | ----- | ----------- | ------------ |
| Grande Polo Patriottico (GPP)                                            | 5.024.475  | 83,42 | N.D.  | N.D.        | 256          |
| Alleanza Democratica (AD)                                                | 361.769    | 6,01  | N.D.  | N.D.        | 14           |
| Unione e Cambiamento (UNT/ÚNICA)                                         | 304.425    | 5,05  | N.D.  | N.D.        | 10           |
| Rete di Difesa Cittadina della Democrazia - Forza del Vicinato (RDCD-FV) | 323.514    | 3,23  | N.D.  | N.D.        | 2            |
| Rappresentanza indigena                                                  | N.D.       | N.D.  | N.D.  | N.D.        | 3            |
| Altri e Schede bianche                                                   | N.D.       | N.D.  | N.D.  | N.D.        | —            |
| Totale                                                                   | N.D.       | N.D.  | 149   | 133         | 285          |
| Votanti                                                                  | 6.012.403  | 27,96 |       |             |              |
| Elettori                                                                 | 21.507.162 |       |       |             |              |